# 板棍乡
板棍乡，是中华人民共和国广西壮族自治区崇左市宁明县下辖的一个乡镇级行政单位。

## 行政区划
板棍乡下辖以下地区：
板棍社区、林贴村、上松村、上逢村、康宁村、叫隘村、那克村和国华村。